# Izaak Reijnders
Izaak Herman Reijnders (Stadskanaal, 27 marzo 1879 – L'Aia, 31 dicembre 1966) è stato un militare olandese, Capo di stato maggiore delle forze armate dei Paesi Bassi fino a poco prima l'inizio della seconda guerra mondiale quando, in seguito ad un diverbio con l'allora ministro della difesa Adriaan Dijxhoorn, il 5 febbraio 1940, fu sostituito dal generale in pensione Henri Winkelman.